# TPG Telecom
TPG Telecom Limited (tidligere Vodafone Hutchison Australia) er en australsk telekommunikationsvirksomhed, der udbyder mobiltelefoni, fastnet og internet. I 2020 havde de 5,8 mio. abonnenter.
TPG Telecoms brands inkluderer Vodafone, TPG, iiNet, AAPT, Internode, Lebara og felix. 
Vodafone Hutchison Australia blev etableret ved en fusion mellem Vodafone Australia og Hutchison Australia's 3 i 2009.